# شاکر جلاب
شاکِرِ جَلّاب شاعر فارسی‌زبانی است که در میانه سده چهارم هجری می‌زیسته است. جلاب به عربی معنای برده‌فروش می‌دهد.

## منبع
- https://web.archive.org/web/20140202123901/http://www.loghatnaameh.org/dehkhodaworddetail-29323c84acf147449a1275870c3f4012-fa.html